# 琉球象棋
象棋（琉球語：／ ），又稱琉球象棋、沖繩象棋、沖繩將棋，是琉球傳統象棋類游戏，源自中國象棋，相差甚小。

## 歷史
象棋1453年（明景泰四年）前即從中國傳入琉球国，首里城蹟也有棋子發現。盛行久米村（今日本沖繩縣那霸市久米）。第二次世界大战前愛好者甚多，戰後棋手一度減至約30人。2011年（平成23年）出版入門書以來漸漸普及。

## 規則
棋子分紅白，年長者用紅子。称将帅为王，称九宫为城，称棋子为驹，其他称呼近似中国象棋，或采用琉球语意译。
棋局出現千日手（反復同一局面）時必須改變，同一局面出現3回則造成這種局面的一方爲負。琉球語稱 ，意爲做，意爲反復。

## 变体
楠本茂信于1973年根据琉球象棋作迷你象棋。棋盘变成7×7，没有河界、士、象，兵的走法与原过河兵相同，即可以向前、左、右走一格，其余与中国象棋基本一致。